# Hugo Leichtsinn geht um
Hugo Leichtsinn geht um ist der vierte und letzte Teil einer losen Zeichentrickfilm-Serie des DEFA-Studios für Trickfilme von Hans-Ulrich Wiemer aus dem Jahr 1964.

## Handlung
Bevor der Film zum eigentlichen Thema kommt, sitzt Hugo Leichtsinn auf einem Ast, den er auf der falschen Seite absägt, weshalb er selbst runterfällt.
In einer Waldgaststätte sitzen vier Herren, die mit ihren Fahrrädern einen Ausflug machen, den sie nun in gemütlicher Runde sowie mit einigen Gläsern Bier beschließen wollen. Die Gesänge werden immer fröhlicher und die Männer immer betrunkener. Nach Mitternacht wollen sie endlich mit ihren Fahrrädern nach Hause fahren, haben aber schon beim Aufsteigen große Probleme. Sie nehmen die ganze Straßenbreite mit ihren Rädern ein, so dass sie in einer Kurve von dem Fahrer eines entgegenkommenden Autos nicht rechtzeitig gesehen werden können. Nun stehen auf dem Friedhof drei schwer verletzte Männer, die einen Freund beerdigen müssen, was nicht nötig war. 

## Produktion und Veröffentlichung
Der vierte und letzte Teil der Zeichentrickfilm-Serie Hugo Leichtsinn geht um wurde auf ORWO-Color gedreht und hatte am 21. Februar 1964 seine Premiere.
Das Szenarium und die Dramaturgie lagen in den Händen von Rudolf Thomas und die Animation übernahmen Karl-Heinz Hofmann, Heinz Günther und Hans-Ulrich Wiemer.